# Kaytranada
Kaytranada (* 25. August 1992 in Port-au-Prince, Haiti; wirklicher Name Louis Kevin Celestin) ist ein Produzent der elektronischen Musik, dessen Stil von House, Hip-Hop (insbesondere von J Dilla) und Contemporary R&B beeinflusst ist.

## Biografie
Celestin wurde in der haitianischen Hauptstadt Port-au-Prince geboren, zog aber bereits als Kind ins kanadische Montreal um. Dort kam er durch seinen älteren, Hip-Hop-hörenden Bruder in Kontakt mit Musik und der Produktionssoftware FruityLoops. Er begann daraufhin, eigene Beats zu kreieren.
Anfangs unter dem Künstlernamen Kaytradamus auftretend, veröffentlichte Celestin erste Mixtapes, EPs, Alben und Remix-Kompilationen. Diese erschienen zumeist nur digital über kleinere Labels wie Jakarta Records. Seine wachsende Popularität in sozialen Netzwerken brachte ihm schließlich einen Plattenvertrag bei XL Recordings ein.
Von nun an produzierte er für bekanntere Künstler, wie Mobb Deep (My Block), The Internet (Girl) oder Katy B (Honey). Außerdem trat er 2015 auf dem Roskilde-Festival auf.
2016 erschien schließlich mit 99.9% sein erstes professionell veröffentlichtes Album, mit dem er für kurze Zeit in diversen Musikcharts geführt wurde und den Polaris Music Prize, der für das künstlerisch wertvollste Album des Jahres eines kanadischen Musikers vergeben wird, sowie den Juno Award for Electronic Album of the Year gewann.
Bis 2018 beschäftigte er sich vor allem mit Remixen und Produktionen für Künstler wie die Gorillaz, Snoop Dogg und Kendrick Lamar, bevor seine 3-Lieder-EP Nothin Like U / Chances erschien. Im Frühjahr 2019 veröffentlichte er zunächst die Single Dysfunctional, auf die Ende dieses Jahres sein zweites Album Bubba folgte.
Für die Grammy Awards 2021 wurde er für eine Auszeichnung in der Kategorie Best New Artist nominiert, konnte sich jedoch nicht gegen Megan Thee Stallion durchsetzen. Er gewann jedoch die Grammys für Best Dance Recording für 10 % und das Best Dance/Electronic Album für Bubba.
Im Juni 2024 erschien sein drittes Studioalbum Timeless, welches unter anderem Gastbeiträge von Dawn Richard, Tinashe, Anderson Paak und Don Toliver enthielt.
Am 11. August 2025 kündigte Kaytranada das Album Ain't No Damn Way! an, von welchem die erste Single Space Invader am nächsten Tag erschien. Das Album erschien am 15. August 2025.

## Diskografie
Alben
- 2016: 99.9% (XL Recordings)
- 2019: Bubba (RCA Records)
- 2024: Timeless (RCA Records)
- 2025: Ain't No Damn Way! (RCA Records)

Kollabo-Alben
- 2023: Kaytraminé (mit Aminé)

EP
- 2018: Nothin Like U / Chances (RCA Records)

Singles
- 2015: Girl (The Internet feat. Kaytranada, UK: Silber)
- 2016: You’re The One (UK: Silber, US: Gold)

## Auszeichnungen für Musikverkäufe
| Silberne Schallplatte - Vereinigtes Königreich - 2024: für das Lied Intimidated Goldene Schallplatte - Australien - 2024: für das Album Nothin Like U / Chances - 2024: für das Lied Intimidated - 2024: für das Lied 10% - Dänemark - 2023: für das Album 99.9% - 2025: für die Single You’re The One - Neuseeland - 2020: für das Album 99.9% - Vereinigte Staaten - 2024: für das Lied 10% - 2024: für das Lied Intimidated |

Anmerkung: Auszeichnungen in Ländern aus den Charttabellen bzw. Chartboxen sind in ebendiesen zu finden.
| Land/RegionAuszeichnungen für Musikverkäufe (Land/Region, Auszeichnungen, Verkäufe, Quellen) | Silber     | Gold     | Platin | Verkäufe  | Quellen          |
| -------------------------------------------------------------------------------------------- | ---------- | -------- | ------ | --------- | ---------------- |
| Australien (ARIA)                                                                            | —          | 3× Gold3 | —      | 105.000   | aria.com.au      |
| Dänemark (IFPI)                                                                              | —          | 2× Gold2 | —      | 55.000    | ifpi.dk          |
| Neuseeland (RMNZ)                                                                            | —          | Gold1    | —      | 7.500     | radioscope.co.nz |
| Vereinigte Staaten (RIAA)                                                                    | —          | 3× Gold3 | —      | 1.500.000 | riaa.com         |
| Vereinigtes Königreich (BPI)                                                                 | 4× Silber4 | —        | —      | 660.000   | bpi.co.uk        |
| Insgesamt                                                                                    | 4× Silber4 | 9× Gold9 | —      |           |                  |

## Auszeichnungen
- 2016: Polaris Music Prize für das Album 99,9%
- 2017: Juno Award für das Electronic Album of the Year (99,9%)
- 2021: Grammy Awards
  - Best Dance Recording für 10 %
  - Best Dance/Electronic Album für Bubba